# Musée judéo-alsacien
Le Musée judéo-alsacien se situe dans la commune française de Bouxwiller, située dans la circonscription administrative du Bas-Rhin et, depuis le 1er janvier 2021, dans le territoire de la Collectivité européenne d'Alsace, en région Grand Est où une communauté juive a longtemps prospéré. 
Installé dans l'ancienne synagogue du village, le musée retrace la culture judéo-alsacienne. Il est géré par l'association des Amis du Musée judéo-alsacien de Bouxwiller (l'AMJAB).
La synagogue-musée est inscrite sur l’inventaire supplémentaire des monuments historiques par arrêté du 3 avril 1984,.

## Histoire du musée
La synagogue, construite en 1842 a remplacé un bâtiment du XVIIIe siècle, avec bain rituel en sous-sol, situé rue des Juifs, rasé par les nazis. Elle a été utilisée durant la Seconde Guerre mondiale comme fabrique de carton par les Allemands. À leur départ, ils la pillent et saccagent totalement. Seul, un petit oratoire est réaménagé, où ont lieu les services religieux dans les années 1950.
L'ancienne synagogue faisait partie des 267 synagogues construites après la Révolution française, période à laquelle les juifs ont eu droit à la citoyenneté française. De plus, sur les 267 synagogues construites en France, 184 se trouvent en Alsace-Moselle, preuve de la richesse du patrimoine alsacien et du nombre de fidèles.
En 1983, le lieu de culte est abandonné. Devant la menace de disparition du patrimoine judéo-alsacien rural et, en particulier de la synagogue de Bouxwiller vouée à la démolition pour en faire un parking de supérette, une association s'est vite formée sous l'impulsion de Gilbert Weil, créateur du musée éponyme : l'AMJAB.
Pour arrêter les pioches des démolisseurs, cette association propose une solution positive, à réaliser en partenariat avec les pouvoirs publics : la création d'un musée retraçant l'histoire et mettant en scène la culture des juifs d'Alsace ayant vécu en symbiose avec leurs voisins chrétiens pendant près d'un millénaire.
Après quinze ans de démarches, de déceptions, d'acharnement, le musée ouvre finalement ses portes le 1er juillet 1998.
Quand les visiteurs entrent dans le musée, ils peuvent lire un dicton de tolérance en alsacien : Lewe un Lewe lonn signifiant « Vivre et laisser vivre ».

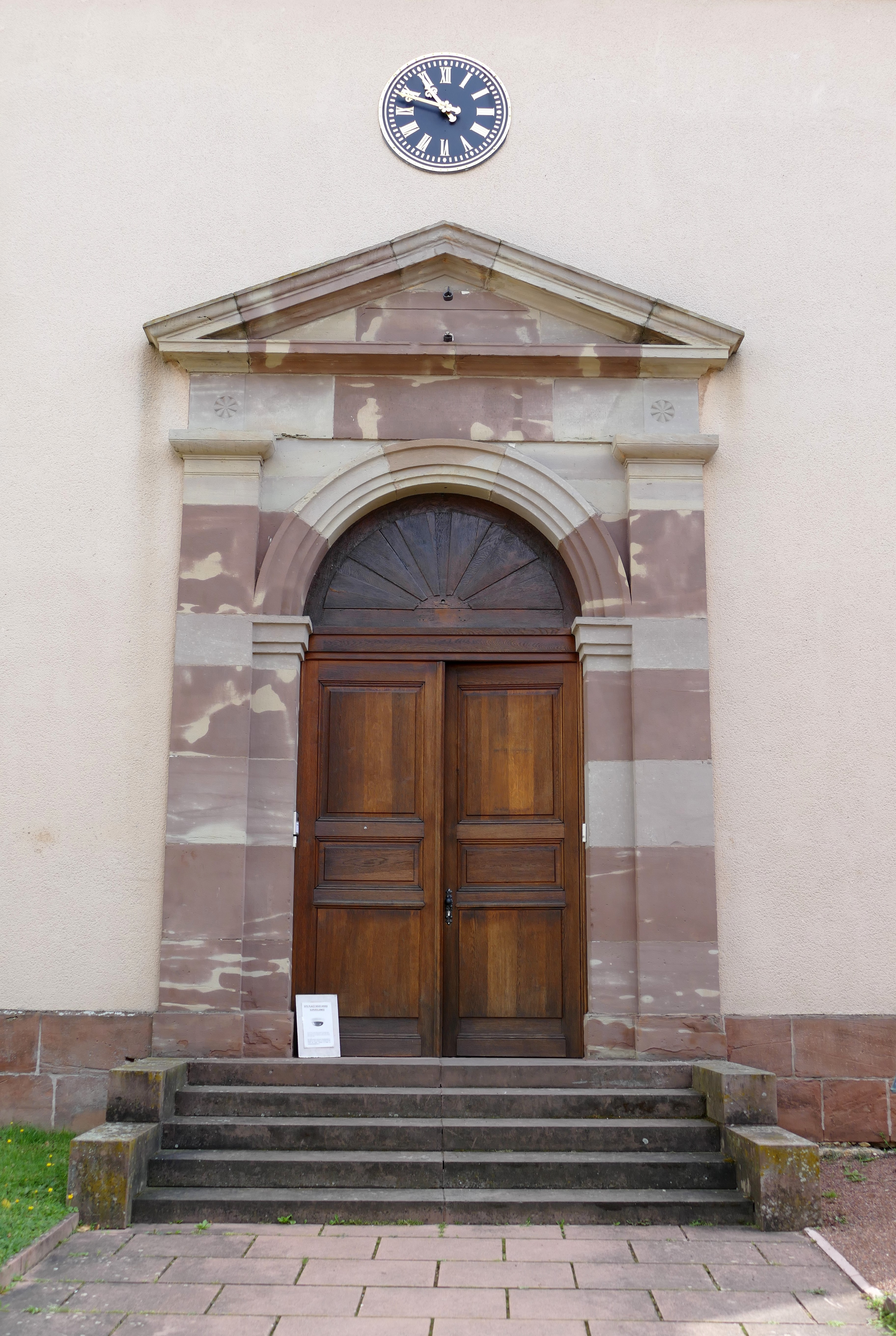
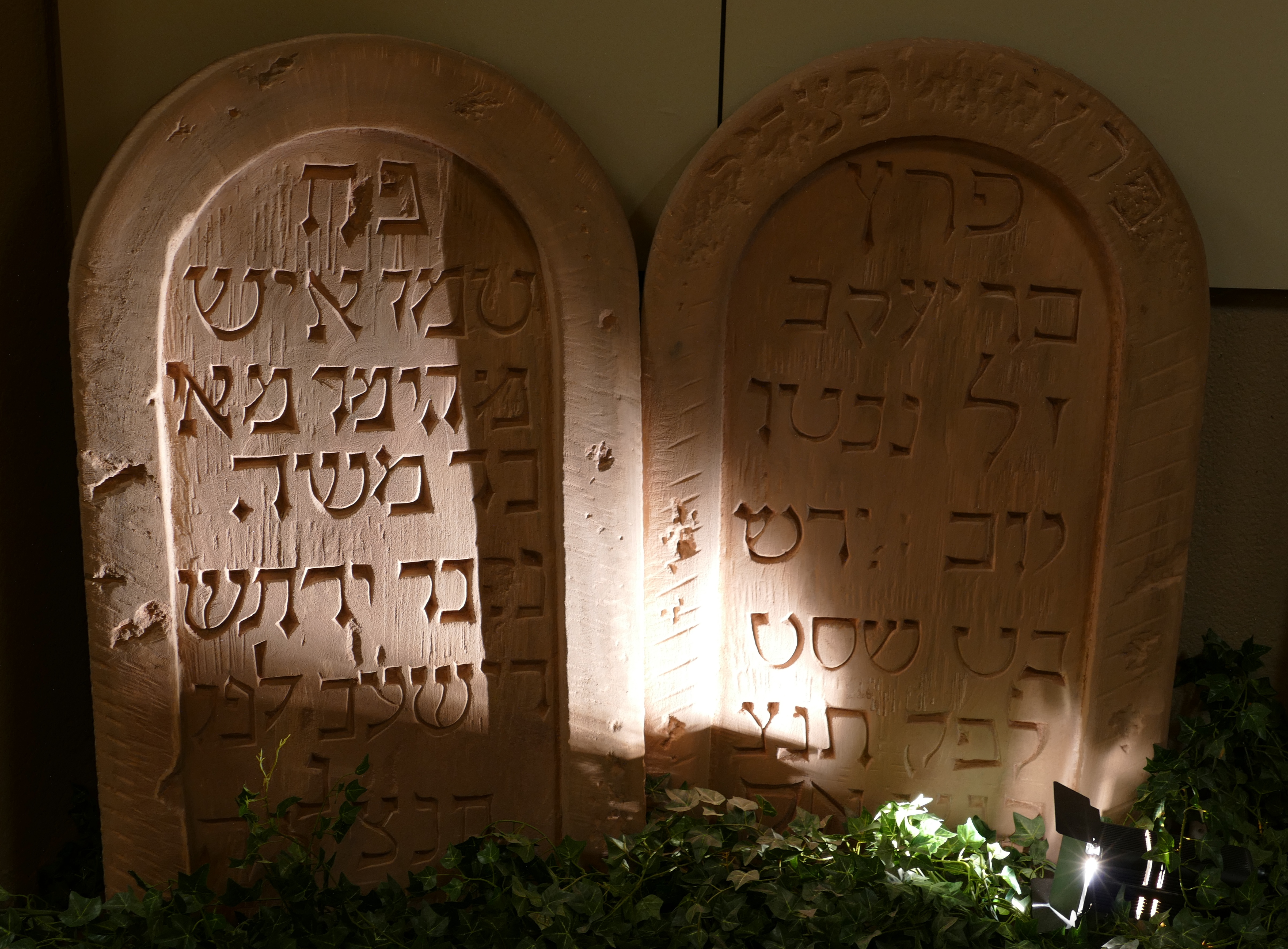
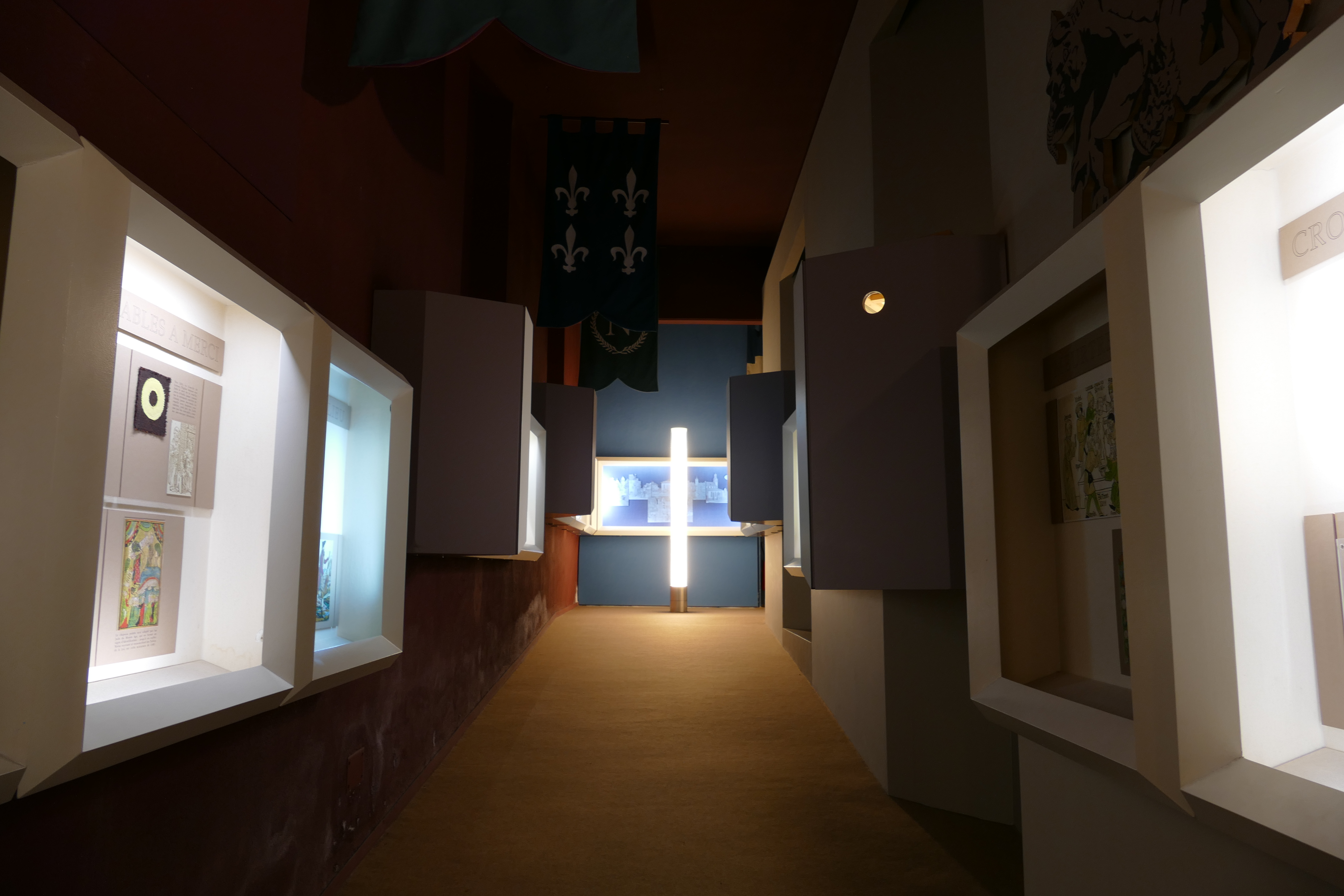
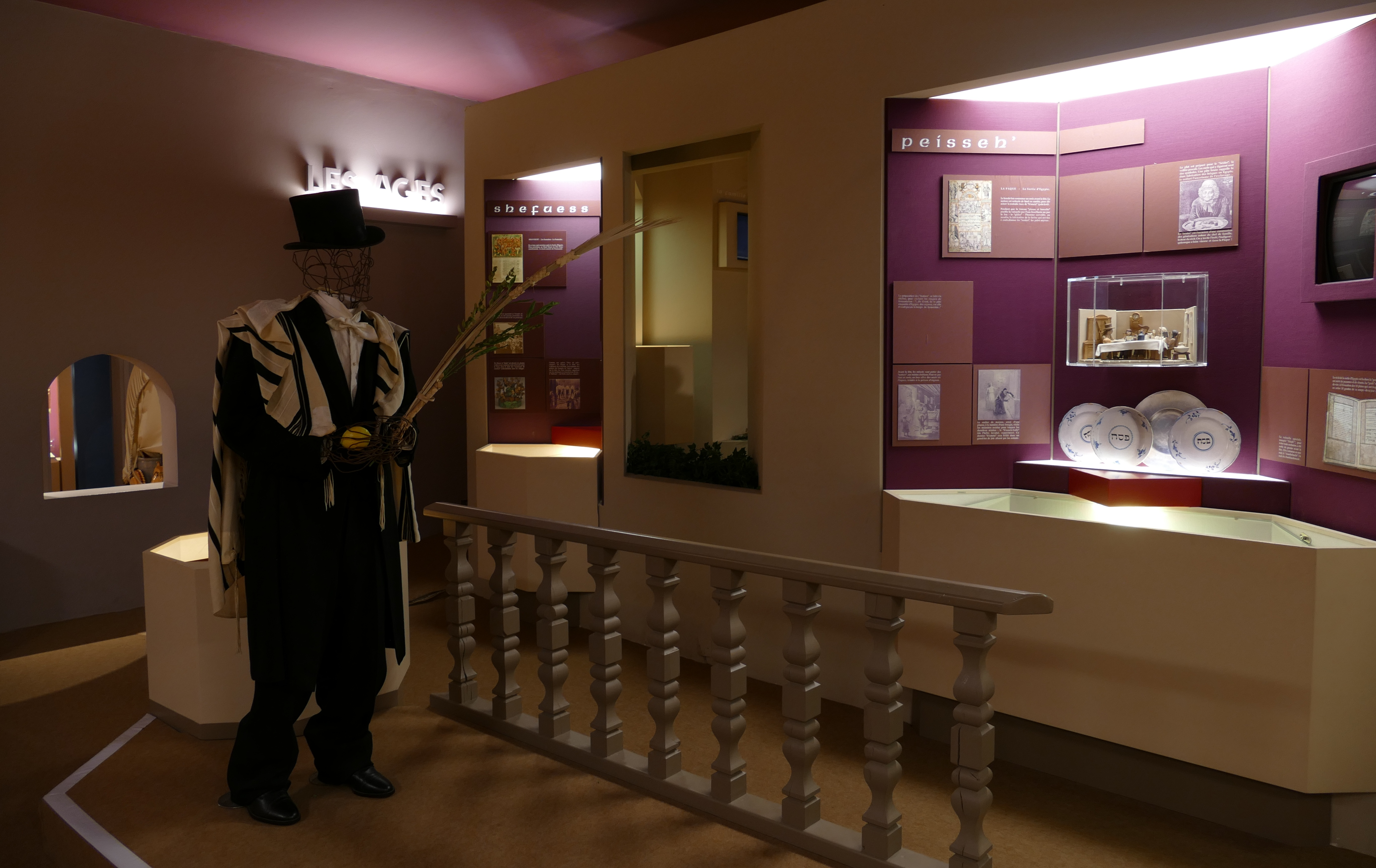
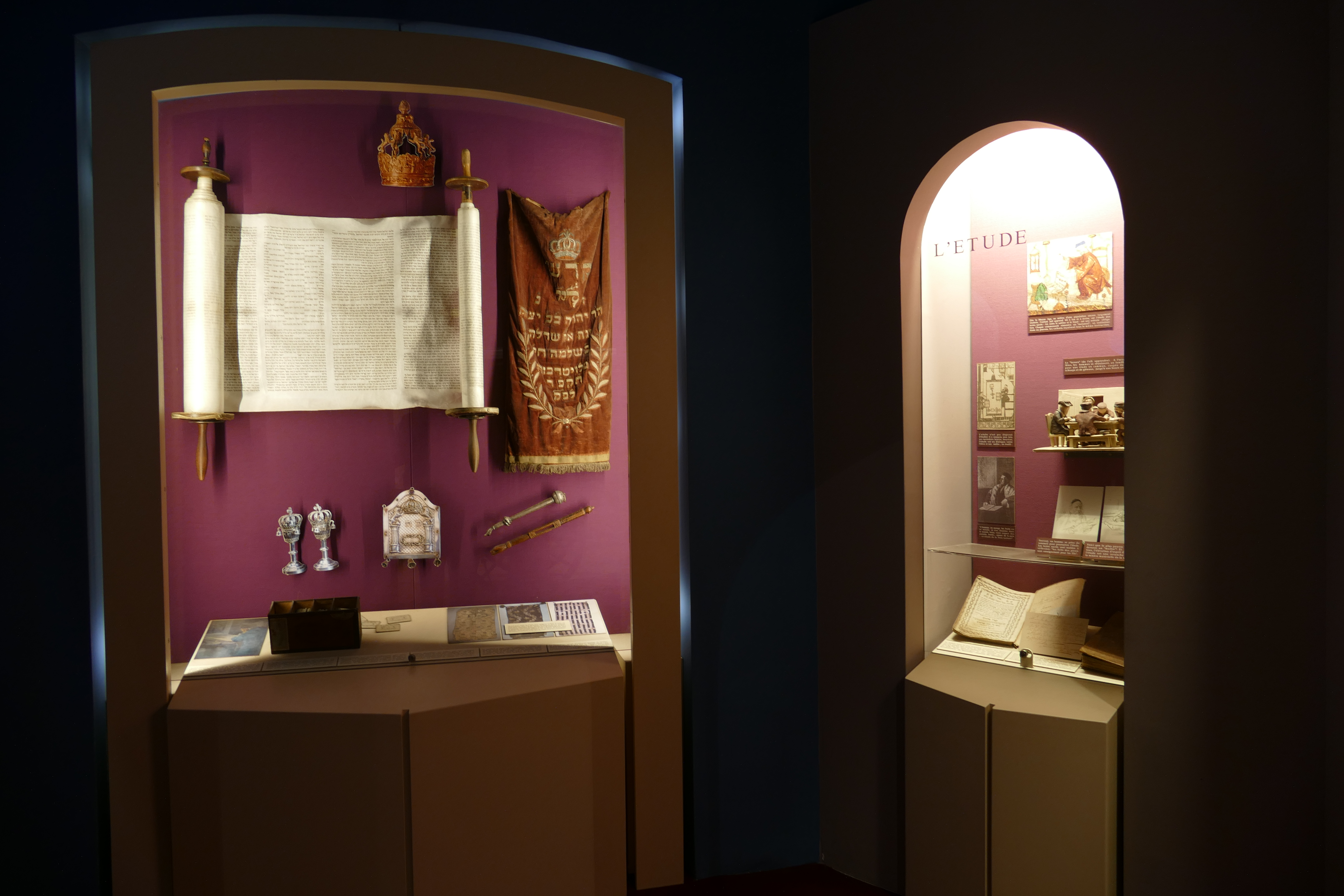
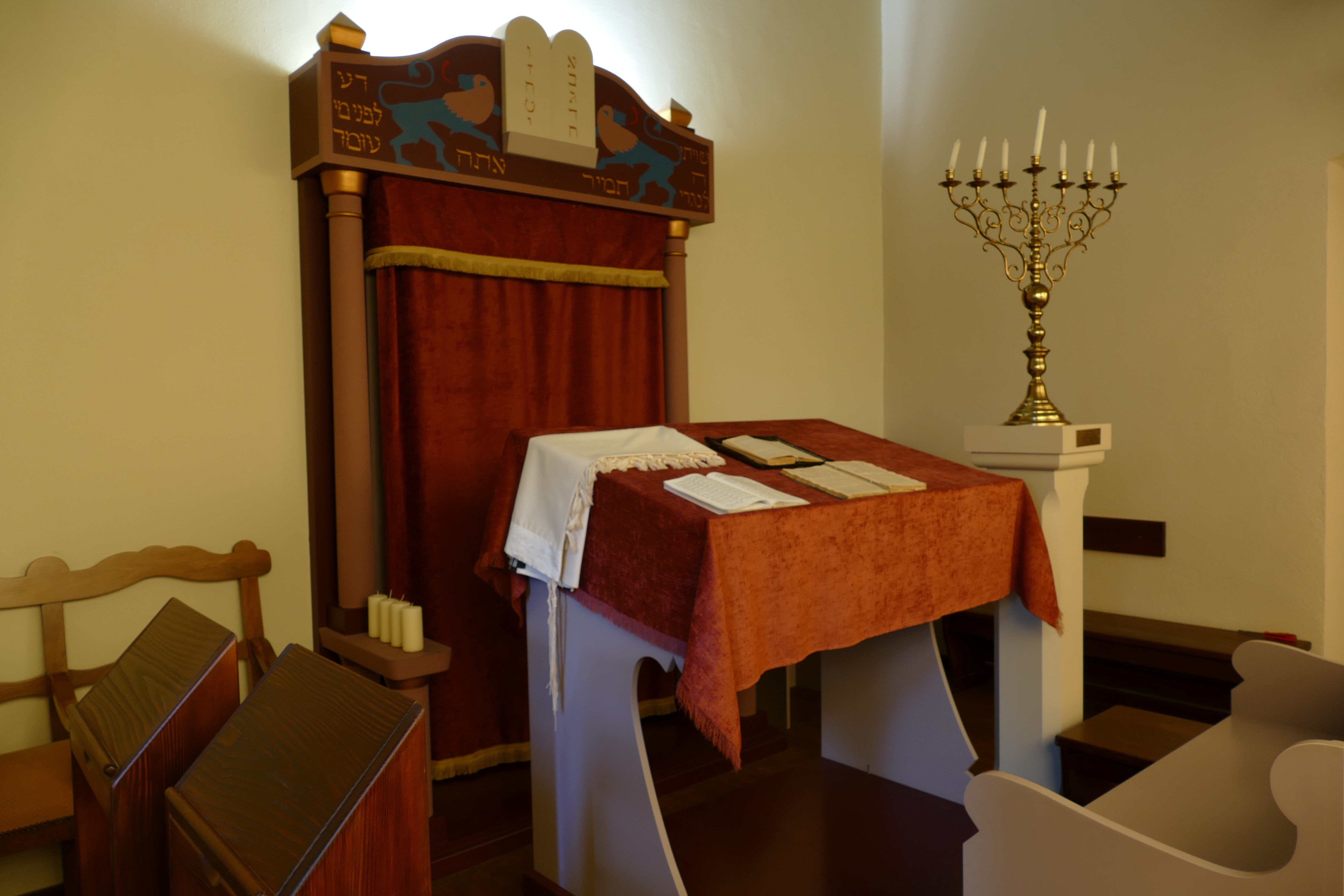
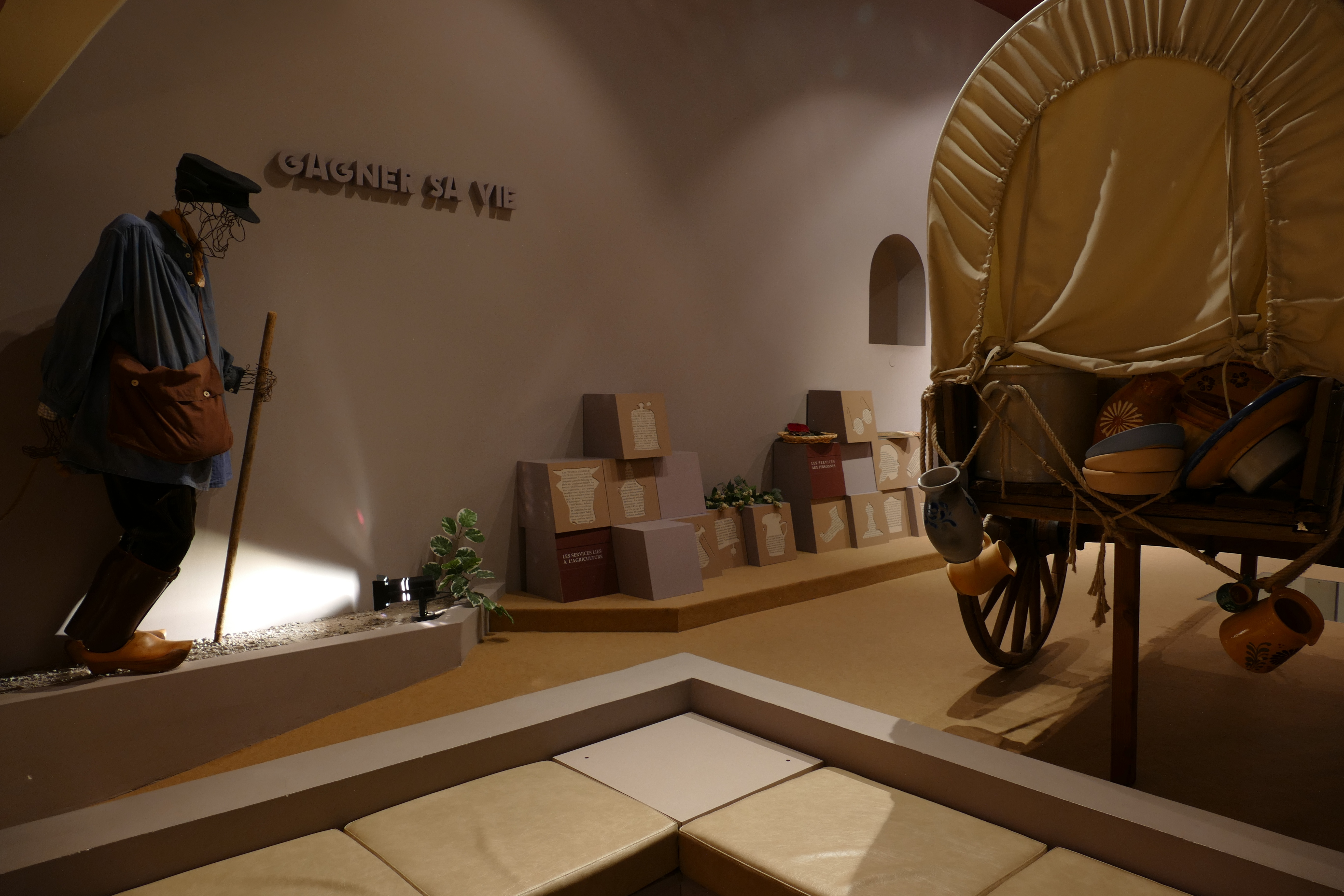
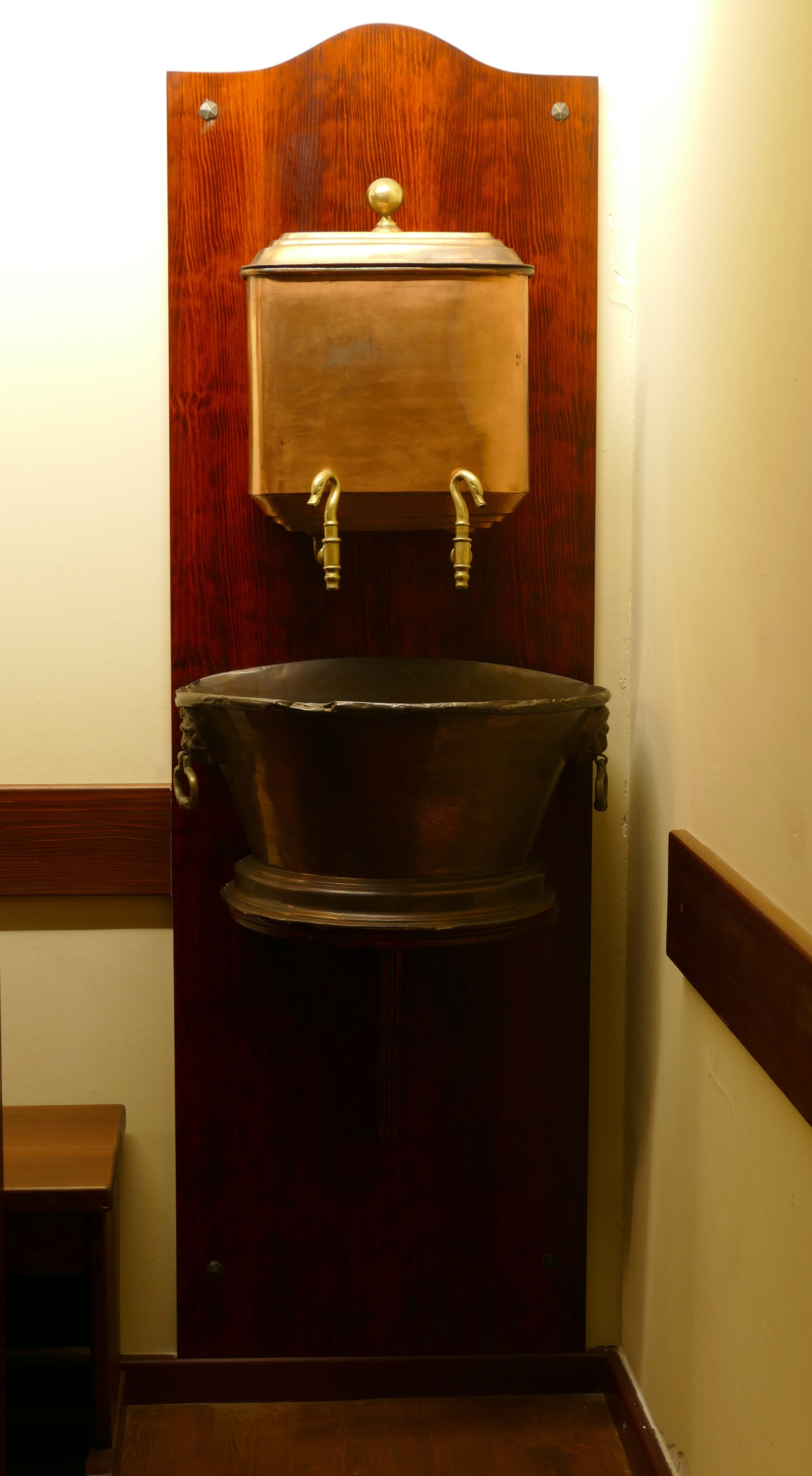
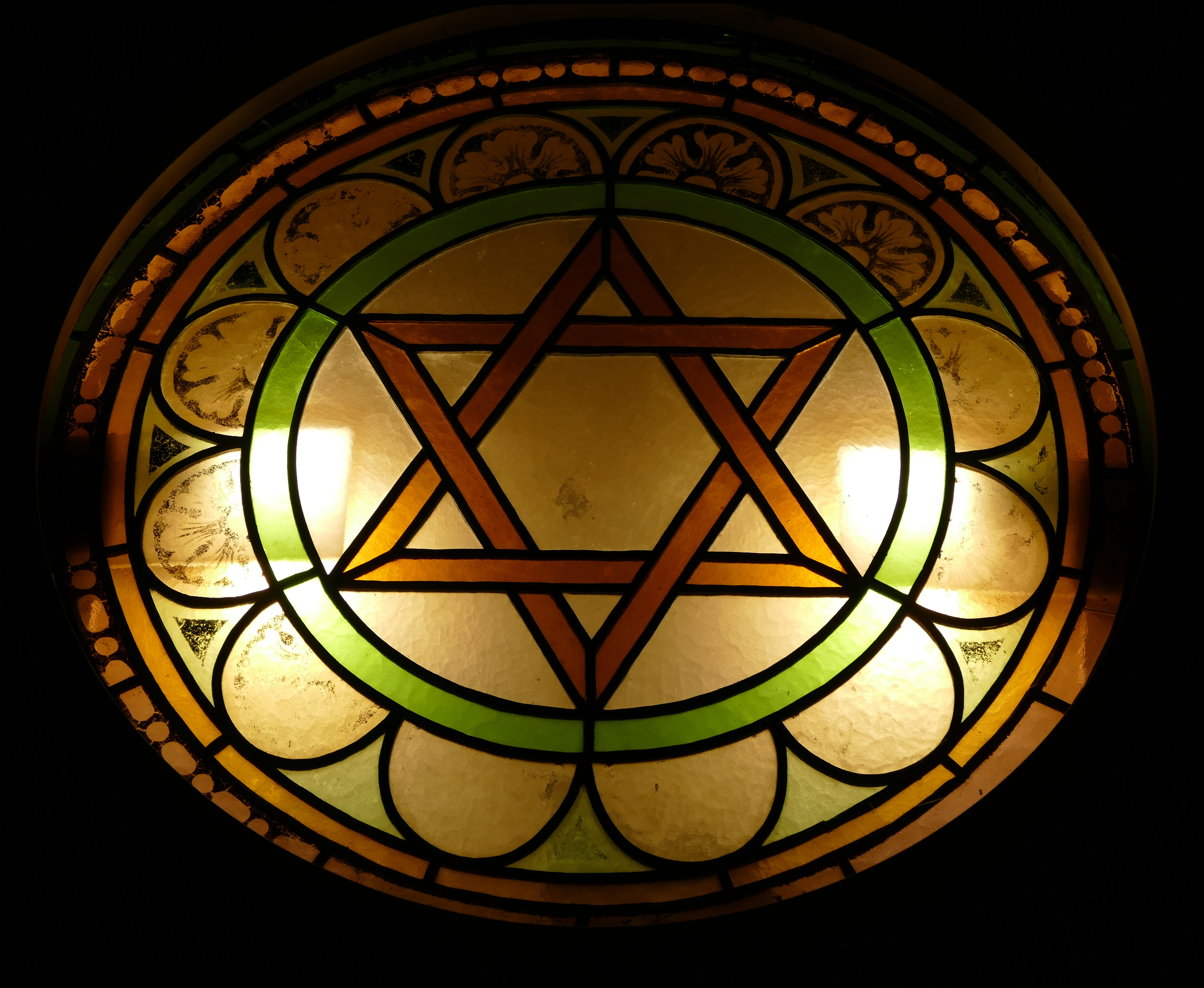

## Aménagement du musée
Le vide intérieur de l'édifice, par les Allemands qui en avaient fait une usine, a donné l'occasion d'une architecture faite sur mesure. Ainsi, rampes et plateaux s'enchaînent pour créer, par les couleurs, les lumières, les perspectives, etc. des ambiances changeantes, en fonction du thème traité.

## L'association des Amis du Musée judéo-alsacien
L'association est créée en 1983, sous l'impulsion de Gilbert Weil, mort en 2023. Son but essentiel est de faire connaître et de valoriser la culture et le mode de vie des « Juifs de la campagne alsacienne ».
En même temps qu'avançait le musée, l'AMJAB a développé de multiples actions pour la connaissance et la « remise en vie » du patrimoine judéo-alsacien.
À son initiative, des élèves-architectes ont procédé au relevé d'une quarantaine de synagogues rurales, sous la direction du  professeur Fr. Luckel. En effet, un « chantier d'été », aidé par ICOMOS (UNESCO) a permis  un remarquable travail d'étudiants sur la nécropole d'Ettendorf. Un autre  « chantier d'été » a aidé à percer le mystère des graffiti hébraïques gravés sur les remparts de Neuwiller-lès-Saverne. L'Association a ainsi sauvé un ensemble synagogue-école-bain rituel à Hochfelden, aujourd'hui pris en charge par une association locale.
En gagnant un concours européen organisé par la  Communauté économique européenne, elle a évité la ruine de la synagogue « cachée » de Pfaffenhoffen qui a permis la réhabilitation et l'ouverture au public en 2000 du bâtiment.
Pour l'AMJAB, le patrimoine bâti ne peut se comprendre que replacé dans la culture qui l'a généré, d'où des recherches, des expositions, des articles dans la presse, des conférences en France et à l'étranger, des traductions, des publications.
L'AMJAB s'honore d'avoir été lauréat du « Prix Patrimoine Vivant » de la Fondation de France et d'être soutenu par la Fondation du judaïsme français.